# Вагнер, Рихард
Вильге́льм Ри́хард Ва́гнер (нем. Wilhelm Richard Wagner, произношение: [ˈʁɪçaʁt ˈvaːɡnɐ] (слушать)о файле; 22 мая 1813[…], Лейпциг[…] — 13 февраля 1883[…], Венеция) — немецкий композитор, дирижёр. Крупнейший реформатор оперы, оказавший значительное влияние на европейскую музыкальную культуру, особенно немецкую, в особенности на развитие оперных и симфонических жанров.
Мистицизм и идеологически окрашенный антисемитизм Вагнера повлияли на немецкий национализм начала XX века, а в дальнейшем на национал-социализм, окруживший его творчество культом, что в некоторых странах (особенно в Израиле) вызвало «антивагнеровскую» реакцию после Второй мировой войны.
В отличие от большинства оперных композиторов, Вагнер написал и либретто, и музыку к каждому из своих сценических произведений. Создав свою репутацию как композитор произведений в романтическом духе Карла Марии фон Вебера и Джакомо Мейербера, Вагнер произвёл революцию в опере благодаря своей концепции тотального произведения искусства (нем. Gesamtkunstwerk), в которой он стремился синтезировать поэтическое, изобразительное, музыкальное и драматическое искусство, причём музыка была вспомогательной по отношению к драме. Он описал это видение в серии эссе, опубликованных между 1849 и 1852 годами. Наиболее полно Вагнер реализовал эти идеи в первой половине четырёхоперного цикла «Кольцо нибелунга» (нем. Der Ring des Nibelungen). Его композиции, особенно позднего периода, отличаются сложными текстурами, богатыми гармониями и оркестровкой, а также тщательным использованием лейтмотивов — музыкальных фраз, связанных с отдельными персонажами, местами, идеями или элементами сюжета. Его достижения в области музыкального языка, такие как крайний хроматизм и быстрая смена тональных центров, оказали большое влияние на развитие классической музыки. Его «Тристан и Изольда» (нем. Tristan und Isolde) иногда называют началом модернистской музыки.
Вагнер построил свой собственный оперный театр (нем. Bayreuther Festspielhaus), в котором было воплощено много новых конструктивных особенностей. Здесь состоялась премьера «Кольца» и «Парсифаля», а его самые значительные сценические произведения продолжают исполняться на ежегодном Байройтском фестивале, которым руководят его потомки. Его взгляды на относительный вклад музыки и драмы в оперу изменились в поздний период, и он вновь ввёл некоторые традиционные формы в свои последние сценические работы, включая «Нюрнбергских мейстерзингеров» (нем. Die Meistersinger von Nürnberg).
До последних лет жизнь Вагнера характеризовалась политическим изгнанием, бурными любовными романами, нищетой и неоднократным бегством от своих кредиторов. Его противоречивые сочинения о музыке, драме и политике вызвали множество комментариев — особенно, начиная с конца XX века, когда в них выражались антисемитские настроения. Влияние его идей можно проследить во многих видах искусства на протяжении XX века; его влияние распространилось не только на композицию, но и на дирижирование, философию, литературу, изобразительное искусство и театр.

## Биография

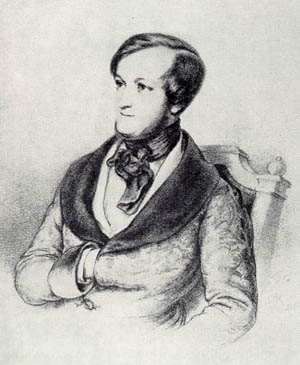
Вагнер в молодости, около 1840 года

Вильгельм Рихард Вагнер был младшим ребёнком в семье, у него было пять сестёр и трое братьев. Его отец Карл Фридрих Вагнер (1770—1813) служил в полиции, дед был таможенным чиновником. Через полгода после рождения будущего композитора глава семейства умер от тифа, оставив вдову, Йоханну Розину Вагнер (нем. Johanna Rosina Wagner, 1774—1848), и девятерых детей почти без средств к существованию: семья жила на пенсию полицейского. Под влиянием своего отчима, актёра Людвига Гейера (нем. Ludwig Geyer), (1779—1821), Рихард Вагнер, получая образование в школе св. Николая (1828—1830) и затем в школе Святого Фомы (1830—1831), с 1828 г. начал изучать гармонию под руководством Кристиана Готлиба Мюллера, затем композицию у кантора церкви Святого Фомы Теодора Вайнлига. В 1831 г. он приступил к изучению музыки в Лейпцигском университете. В 1833—1842 годах вёл беспокойную жизнь (часто в большой нужде) в Вюрцбурге, где работал театральным хормейстером, Магдебурге, затем в Кёнигсберге и Риге, где был дирижёром музыкальных театров, потом в Норвегии, Лондоне и Париже, где написал увертюру «Фауст» и оперу «Летучий голландец». В 1842 г. триумфальная премьера оперы «Риенци, последний из трибунов» в Дрездене заложила фундамент его славы. Годом позже стал придворным капельмейстером при королевском саксонском дворе.
В 1843 году у его сводной сестры Цецилии (1815—1893) родился сын Рихард, будущий философ Рихард Авенариус. Вагнер стал его крёстным отцом.
В 1849 году Вагнер участвовал в Дрезденском майском восстании, в ходе которого познакомился с М. А. Бакуниным. После поражения восстания бежал в Цюрих, где написал либретто тетралогии «Кольцо нибелунга», музыку её первых двух частей («Золото Рейна» и «Валькирия») и оперу «Тристан и Изольда». В 1858 году посещал на короткое время Венецию, Люцерн, Вену, Париж и Берлин.
В 1864 году, добившись благосклонности баварского короля Людвига II, который оплачивал его долги и поддерживал его и дальше, переехал в Мюнхен, где написал комическую оперу «Нюрнбергские мейстерзингеры» и две последние части «Кольца нибелунга»: «Зигфрид» и «Гибель богов». В 1872 году в Байройте состоялась церемония закладки фундаментного камня для Дома фестивалей; через четыре года этот оперный театр открылся и на его сцене 13—17 августа 1876-го прошла премьера тетралогии «Кольцо нибелунга». В 1882 году в Байройте была поставлена опера-мистерия «Парсифаль». В том же году Вагнер уехал по состоянию здоровья в Венецию. Он поселился в палаццо Вендрамин-Калерджи, где и умер в 1883 году от инфаркта миокарда.
Похоронен в Байройте. В палаццо Вендрамин-Калерджи ныне находится посвящённый ему музей.

## Музыка

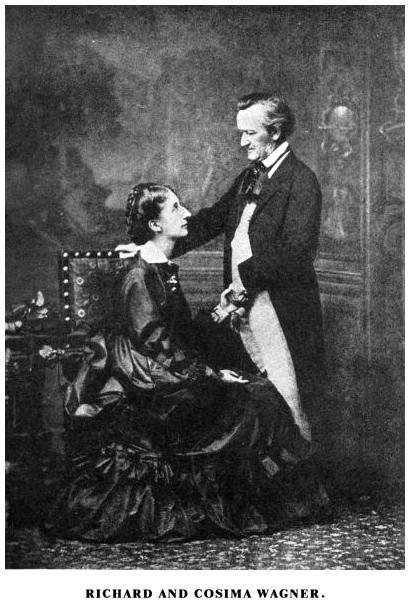
Рихард и Козима Вагнер, 1872 год

В гораздо большей мере, чем все европейские композиторы XIX века, Вагнер рассматривал своё искусство как синтез и как способ выражения определённой философской концепции. Её суть облечена в форму афоризма в следующем пассаже из вагнеровской статьи «Художественное произведение будущего»: «Как человек до тех пор не освободится, пока не примет радостно узы, соединяющие его с Природой, так и искусство не станет свободным, пока у него не исчезнут причины стыдиться связи с жизнью». Из этой концепции проистекают две основополагающие идеи: искусство должно твориться сообществом людей и принадлежать этому сообществу; высшая форма искусства — музыкальная драма, понимаемая как органическое единство слова и звука. Воплощением первой идеи стал Байройт, где оперный театр впервые начал трактоваться как храм искусства, а не как развлекательное заведение; воплощение второй идеи — это созданная Вагнером новая оперная форма «музыкальная драма». Именно её создание и стало целью творческой жизни Вагнера. Отдельные её элементы воплотились ещё в ранних операх композитора 1840-х годов — «Летучий голландец», «Тангейзер» и «Лоэнгрин». Наиболее полное воплощение теория музыкальной драмы получила в швейцарских статьях Вагнера («Опера и драма», «Искусство и революция», «Музыка и драма», «Художественное произведение будущего»), а на практике — в его поздних операх: «Тристан и Изольда», тетралогии «Кольцо нибелунга» и мистерии «Парсифаль».
По Вагнеру, музыкальная драма — произведение, в котором осуществляется романтическая идея синтеза искусств (музыки и драмы), выражение программности в опере. Для осуществления этого замысла Вагнер отказался от традиций существовавших на тот момент оперных форм — в первую очередь, итальянской и французской. Первую он критиковал за излишества, вторую — за пышность. С яростной критикой он обрушился на произведения ведущих представителей классической оперы (Россини, Мейербера, Верди, Обера), называя их музыку «засахаренной скукой».
Стараясь приблизить оперу к жизни, он пришёл к идее сквозного драматургического развития — от начала до конца не только одного акта, но и всего произведения и даже цикла произведений (все четыре оперы цикла «Кольцо нибелунга»). В классической опере Верди и Россини отдельные номера (арии, дуэты, ансамбли с хорами) делят единое музыкальное движение на фрагменты. Вагнер же полностью отказался от них в пользу больших сквозных вокально-симфонических сцен, перетекающих одна в другую, а арии и дуэты заменил на драматические монологи и диалоги. Увертюры Вагнер заменил прелюдиями — короткими музыкальными вступлениями к каждому акту, на смысловом уровне неразрывно связанными с действием. Причём, начиная с оперы «Лоэнгрин», эти прелюдии исполнялись не до открытия занавеса, а уже при открытой сцене.
Внешнее действие в поздних вагнеровских операх (в особенности, в «Тристане и Изольде») сведено к минимуму, оно перенесено в психологическую сторону, в область чувств персонажей. Вагнер считал, что слово не способно выразить всю глубину и смысл внутренних переживаний, поэтому, ведущую роль в музыкальной драме играет именно оркестр, а не вокальная партия. Последняя целиком подчинена оркестровке и рассматривается Вагнером как один из инструментов симфонического оркестра. В то же время вокальная партия в музыкальной драме представляет эквивалент театральной драматической речи. В ней почти отсутствует песенность, ариозность. В связи со спецификой вокала в оперной музыке Вагнера (исключительная протяжённость, обязательное требование драматического мастерства, нещадная эксплуатация предельных регистров тесситуры голоса) в сольной исполнительной практике установились новые стереотипы певческих голосов — вагнеровский тенор, вагнеровское сопрано и т. д.
Вагнер придавал исключительное значение оркестровке и шире — симфонизму. Оркестр Вагнера сравнивают с античным хором, который комментировал происходящее и передавал «скрытый» смысл. Реформируя оркестр, композитор использовал до четырёх вагнеровских туб, ввёл басовую трубу, контрабасовый тромбон, расширил струнную группу, использовал шесть арф. За всю историю оперы до Вагнера ни один композитор не использовал оркестра такого масштаба (к примеру, «Кольцо нибелунга» исполняет четверной состав оркестра с восемью валторнами).

Бюст Вагнера в Лейпциге

Общепризнанно новаторство Вагнера и в области гармонии. Тональность, унаследованную им от венских классиков и ранних романтиков, он чрезвычайно расширил путём интенсификации хроматизма и ладовых альтераций. Ослабив (прямолинейную у классиков) однозначность связей центра (тоники) и периферии, намеренно избегая прямого разрешения диссонанса в консонанс, он придал модуляционному развитию напряжённость, динамичность и непрерывность. Визитной карточкой вагнеровской гармонии считаются «Тристан-аккорд» (из прелюдии к опере «Тристан и Изольда») и лейтмотив судьбы из «Кольца нибелунга».
Вагнер внедрил развитую систему лейтмотивов. Каждый такой лейтмотив (короткая музыкальная характеристика) является обозначением чего-либо: конкретного персонажа или живого существа (например, лейтмотив Рейна в «Золоте Рейна»), предметов, выступающих зачастую в качестве персонажей-символов (кольцо, меч и золото в «Кольце», любовный напиток в «Тристане и Изольде»), места действия (лейтмотивы Грааля в «Лоэнгрине» и Валгаллы в «Золоте Рейна») и даже отвлечённой идеи (многочисленные лейтмотивы судьбы и рока в цикле «Кольцо нибелунга», томления, любовного взгляда в «Тристане и Изольде»). Наиболее полную разработку вагнеровская система лейтмотивов получила в «Кольце» — накапливаясь от оперы к опере, переплетаясь друг с другом, получая каждый раз новые варианты развития, все лейтмотивы этого цикла в результате объединяются и взаимодействуют в сложной музыкальной фактуре заключительной оперы «Гибель богов».
Понимание музыки как олицетворения непрерывного движения, развития чувств привело Вагнера к идее слияния этих лейтмотивов в единый поток симфонического развития, в «бесконечную мелодию» (unendliche Melodie). Отсутствие тонической опоры (на протяжении всей оперы «Тристан и Изольда»), незавершённость каждой темы (во всём цикле «Кольцо нибелунга», за исключением кульминационного траурного марша в опере «Гибель богов») способствуют непрерывному нарастанию эмоций, не получающему разрешения, что позволяет держать слушателя в постоянном напряжении (как в прелюдиях к операм «Тристан и Изольда» и «Лоэнгрин»).

## Литературное наследие
Литературное наследие Рихарда Вагнера огромно. Наибольший интерес представляют его работы по теории и истории искусства, а также музыкально-критические статьи. Сохранилась обширная эпистолярия Вагнера и его дневники, а также мемуарный труд «Моя жизнь». В 1849 году написал статью «Искусство и революция», в которой изложил свои воззрения относительно роли и положения искусства в обществе.

### Философия
Что касается влияний различных философов, которые испытал Вагнер, то здесь традиционно называют Фейербаха. А. Ф. Лосев в черновых набросках своей статьи о Вагнере полагает, что знакомство композитора с творчеством Фейербаха было довольно поверхностным. Ключевым выводом, который сделал Вагнер из размышлений Фейербаха, была необходимость отказа от всякой философии, что, по мнению Лосева, свидетельствует о принципиальном отказе от всяких философских заимствований в процессе свободного творчества. Что до влияния Шопенгауэра, то оно было, по всей видимости, сильнее, и в «Кольце Нибелунга», равно как и в «Тристане и Изольде» можно обнаружить парафразы некоторых положений великого философа. Однако едва ли можно говорить о том, что Шопенгауэр стал для Вагнера источником его философских представлений. Лосев полагает, что Вагнер настолько своеобразно осмысливает идеи философа, что только с большой натяжкой можно говорить о следовании им.

### «Утопия искусства»
Интерес к общественной тематике никогда не оставлял Вагнера. Своеобразная Künstlerutopie («утопия искусства») была описана композитором в статье «Искусство и революция», вышедшей в 1849 г. И до, и после этого Вагнер не раз будет обращаться к месту художника в современном ему обществе, но в этой статье композитор единственный раз в более или менее систематизированной форме выскажется о своих представлениях об идеальном общественном устройстве и о месте искусства в будущей мировой гармонии. Написанная после поражения революций 1848 года, в обстановке немалого общественного пессимизма относительно возможности коренным образом изменить мир в лучшую сторону, статья Вагнера полна задора и уверенности в скорой победе революции. Однако революция по Вагнеру очень сильно отличается от той, о которой мечтали современные ему властители дум и из либерального, и из социалистического лагеря. Революция будет освящена искусством, которое придаст ей и созданному ей человеку подлинную красоту. Находясь в традиции классического немецкого идеализма, Вагнер полагал, что за эстетикой (прекрасным) естественным образом следует этика.
Любопытно, что в этой весьма оптимистичной и кажущейся даже несколько наивной концепции сосредоточены многие предпосылки для будущих размышлений Вагнера. Речь, во-первых, о детерминизме, присущем всем построениям Вагнера. Действительно, революция по Вагнеру не должна быть, а будет освящена благодатью искусства. Вагнер видит в этом логичное завершение круга истории. Революция уничтожила греческие полисы, в которых театр позволял свободным гражданам достигать высших проявлений духа, поскольку огромное большинство жителей были рабами, которые нуждались только в одном — свободе. На смену Аполлону пришёл Христос, который провозгласил равенство всех людей, однако заставил их равно восстать против естественной природы человеческой ради мнимого счастья на небесах. Последняя и настоящая революция, по мнению Вагнера, должна уничтожить Индустрию, то есть всеобщую унификацию, которая стала мечтой и эдемом Нового времени. Таким образом, в соединении двух начал — всеобщей свободы и красоты — будет достигнута мировая гармония. В этой последней идее видна вторая характерная черта философского творчества Вагнера — направленность на преодоление времени, в котором сосредоточено всё преходящее, несущественное и одновременно пошлое. Наконец, в идее слияния революции и искусства намечается вагнеровской дуализм, который корнями, по всей вероятности, уходит в платоновскую концепцию разделённости первоначального человеческого существа.

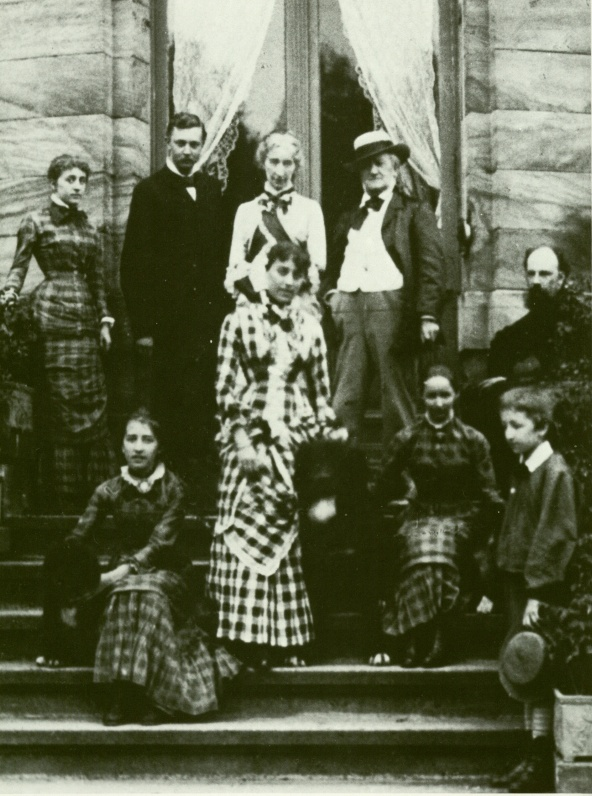
Вагнер с семьёй и друзьями на вилле Ванфрид, 23 августа 1881 года. В переднем ряду слева направо: Изольда и Даниела Сента фон Бюлов, Ева и Зигфрид Вагнер. В заднем ряду: Бландин фон Бюлов, учитель Генрих фон Штайн, Козима и Рихард Вагнер, Павел Жуковский.

### Мистический символизм
Философско-эстетическую основу вагнеровского творчества А. Ф. Лосев определяет как «мистический символизм». Ключом для понимания онтологической концепции Вагнера являются тетралогия «Кольцо нибелунга» и опера «Тристан и Изольда». Во-первых, в «Кольце» вполне воплотилась мечта Вагнера о музыкальном универсализме. «В „Кольце“ эта теория воплотилась с помощью использования лейтмотивов, когда каждая идея и каждый поэтический образ тут же специфически организованы при помощи музыкального мотива», — пишет Лосев. Кроме того, в «Кольце» в полной мере отразилось увлечение идеями Шопенгауэра. Однако нужно помнить, что знакомство с ними произошло, когда текст тетралогии был готов и началась работа над музыкой. Подобно Шопенгауэру, Вагнер ощущает неблагополучие и даже бессмысленность основы мироздания. Единственный смысл существования мыслится в том, чтобы отречься от этой всемирной воли и, погрузившись в пучину чистого интеллекта и бездействия, найти подлинное эстетическое наслаждение в музыке. Однако Вагнер, в отличие от Шопенгауэра, полагает возможным и даже предопределенным мир, в котором люди уже не будут жить во имя постоянной погони за золотом, которая в вагнеровской мифологии и символизирует мировую волю. Об этом мире ничего не известно точно, однако в его наступлении после всемирной катастрофы сомнений нет. Тема мировой катастрофы очень важна для онтологии «Кольца» и, по всей видимости, является новым переосмыслением революции, которая понимается уже не как изменение общественного строя, а космологическое действо, изменяющее самую суть мироздания.
Что касается «Тристана и Изольды», то на заложенные в ней идеи значительно повлияли недолгое увлечение буддизмом и одновременно драматическая история любви к Матильде Везендонк. Здесь происходит так долго искомое Вагнером слияние разделенной человеческой природы. Соединение это происходит с уходом Тристана и Изольды в небытие. Мыслящееся как вполне буддистское слияние с вечным и непреходящим миром, оно разрешает, по мнению Лосева, противоречие между субъектом и объектом, на котором зиждется европейская культура. Важнейшей является тема любви и смерти, которые для Вагнера неразрывно связаны. Любовь неотъемлемо свойственна человеку, полностью подчиняя его себе, так же, как и смерть является неизбежным концом его жизни. Именно в том смысле следует понимать вагнеровский любовный напиток. «Свобода, блаженство, наслаждение, смерть и фаталистическая предопределенность — вот что такое любовный напиток, так гениально изображенный у Вагнера», — пишет Лосев.

## Влияние
Оперная реформа Вагнера оказала значительное влияние на европейскую и русскую музыку, обозначив высший этап музыкального романтизма и одновременно заложив основы для будущих модернистских течений. Прямой или опосредованной ассимиляцией вагнеровской оперной эстетики (особенно новаторской «сквозной» музыкальной драматургии) отмечена значительная часть последующих оперных произведений. Использование лейтмотивной системы в операх после Вагнера стало тривиальным и всеобщим. Не менее значительным стало влияние новаторского музыкального языка Вагнера, особенно его гармонии, в которой композитор пересмотрел «старые» (прежде считавшиеся незыблемыми) каноны тональности.
Среди русских музыкантов знатоком и пропагандистом Вагнера был его друг А. Н. Серов. Н. А. Римский-Корсаков, публично критиковавший Вагнера, тем не менее, испытал (особенно в позднем творчестве) влияние Вагнера в гармонии, оркестровом письме, музыкальной драматургии. Ценные статьи о Вагнере оставил крупный русский музыкальный критик Г. А. Ларош. Вообще, «вагнеровское» более прямо ощущается в сочинениях «прозападных» композиторов России XIX века (например, у А. Г. Рубинштейна), чем у представителей национальной школы. Влияние Вагнера (музыкальное и эстетическое) отмечается в России и в первых десятилетиях XX века, в трудах А. Н. Скрябина.
На западе центром культа Вагнера стала так называемая веймарская школа (самоназвание — Новая немецкая школа), сложившаяся вокруг Ф. Листа в Веймаре. Её представители (П. Корнелиус, Г. фон Бюлов, И. Рафф и др.) поддерживали Вагнера, прежде всего, в его стремлении расширить рамки музыкальной выразительности (гармонии, оркестрового письма, оперной драматургии). Среди западных композиторов, испытавших влияние Вагнера, — Антон Брукнер, Хуго Вольф, Клод Дебюсси, Густав Малер, Рихард Штраус, Бела Барток, Кароль Шимановский, Арнольд Шёнберг (в раннем творчестве) и многие другие.
Реакцией на культ Вагнера стала противопоставлявшая себя ему «антивагнеровская» тенденция, крупнейшими представителями которой были композитор Иоганнес Брамс и музыкальный эстетик Э. Ганслик, отстаивавший имманентность и самодостаточность музыки, несвязанность её с внешними, внемузыкальными «раздражителями» (см. Абсолютная музыка). В России антивагнеровские настроения характерны для национального крыла композиторов, прежде всего, М. П. Мусоргского и А. П. Бородина.
Отношение к Вагнеру у немузыкантов (которые оценивали не столько музыку Вагнера, сколько его противоречивые высказывания и его «эстетизирующие» публикации) неоднозначно. Так, Фридрих Ницше в статье «Казус Вагнер» писал: «Был ли Вагнер вообще музыкантом? Во всяком случае он был больше кое-чем другим… Его место в какой-то другой области, а не в истории музыки: с её великими истыми представителями его не следует смешивать. Вагнер и Бетховен — это богохульство…» По словам Томаса Манна, Вагнер «видел в искусстве священное тайнодействие, панацею против всех язв общества…».
Музыкальные творения Вагнера в XX—XXI веках продолжают жить на самых престижных оперных сценах, не только Германии, но и всего мира, за исключением Израиля. В Израиле исполнение Вагнера на 2021 год осталось под запретом.

Король Людвиг II Баварский

### Лебединый замок в честь Рихарда Вагнера

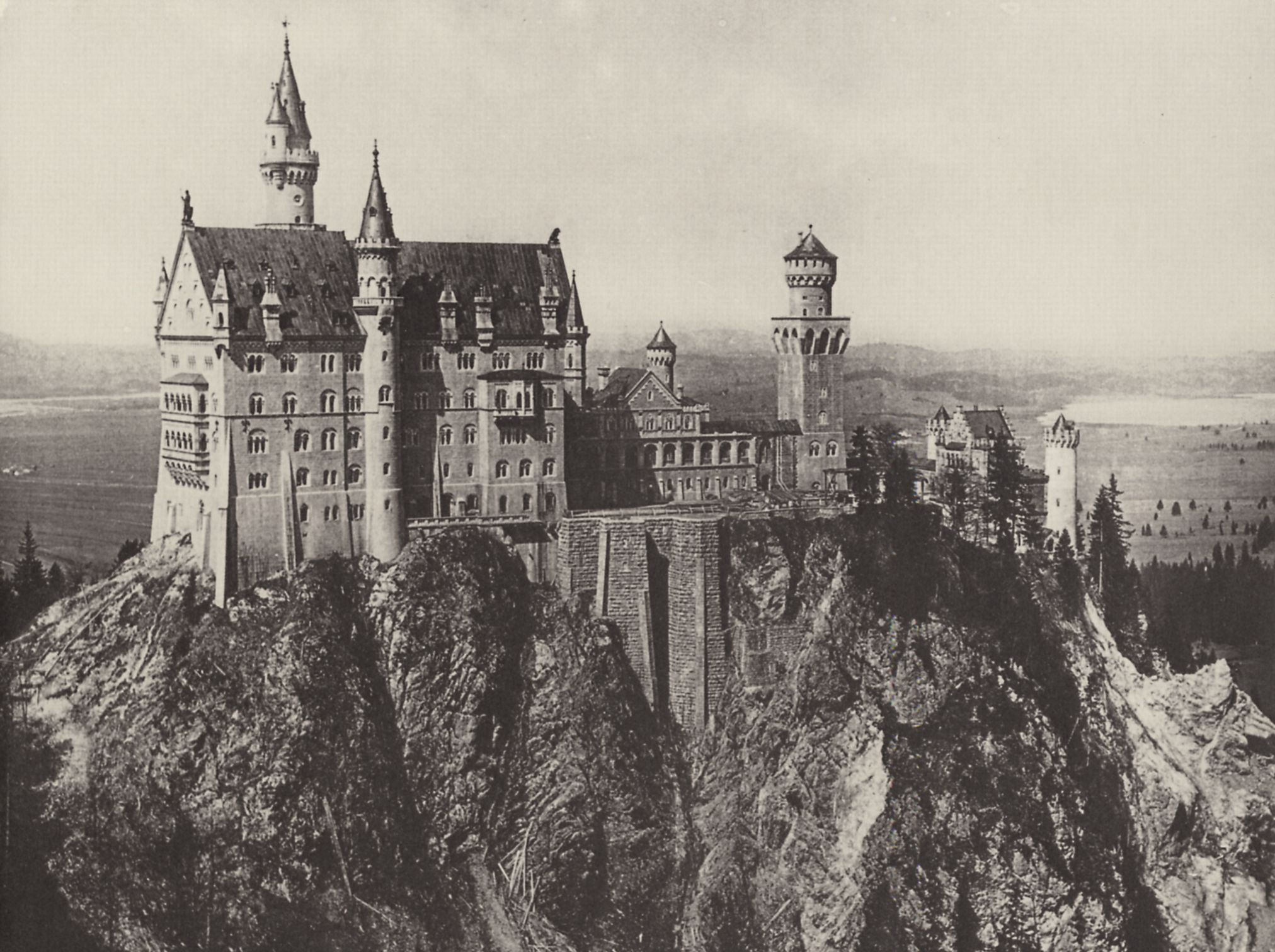
Замок Нойшванштайн.
Фотография Йозефа Альберта (1886 или 1887)

Замок Нойшванштайн — один из самых посещаемых замков Германии и одно из самых популярных туристических мест Европы. Замок расположен в Баварии, недалеко от города Фюссен. Он был построен королём Людвигом II Баварским, известным также как «сказочный король».
Король Людвиг был большим почитателем культуры и искусства и лично оказывал поддержку всемирно известному композитору Рихарду Вагнеру, и замок Нойшванштайн был отчасти возведён и в его честь. Интерьер многих помещений замка пропитан атмосферой Вагнеровских персонажей. Третий ярус замка наиболее полно отражает восторженность Людвига операми Вагнера. Зал певцов, который занимает целиком четвёртый этаж, также украшен персонажами опер Вагнера.
Говоря литературным языком, Нойшванштайн означает «Новый Лебединый замок» по аналогии с королём-лебедем, одним из персонажей Вагнера. Нойшванштайн действительно производит впечатление сказочного замка. Он строился в конце XIX века — в то время, когда замки уже утратили свои стратегические и оборонительные функции.
Во внутреннем дворе замка расположен сад с искусственной пещерой. Нойшванштайн красив и внутри. Хотя всего 14 комнат были завершены до внезапной кончины Людвига II в 1886 году, эти комнаты были украшены волшебными декорациями. Сказочный вид Нойшванштайна вдохновил Уолта Диснея на создание Волшебного Королевства, воплощённого в известном мультфильме «Спящая красавица».

## Браки и дети
- Первая супруга — Кристина Вильгельмина («Минна») Планер (1809—1866), театральная актриса. Минна и Рихард поженились в 1836 году и оставались в браке до смерти Минны, хотя последние годы жили в основном раздельно. У Минны была внебрачная дочь Нетти, которую она выдавала за свою сестру. Совместных детей не было.
- Вторая супруга — Франческа Гаэтана Козима Лист (1837—1930), дочь композитора Ференца Листа. Их роман с Вагнером начался в 1863 году, и в 1870 году они поженились. В этом браке родилось трое детей:
  - Изольда Жозефа Людовика (1865—1919). Родилась, когда Козима была ещё в браке со своим первым мужем Хансом фон Бюловым, поэтому носила его фамилию. Вышла замуж за швейцарского дирижёра Франца Бейдлера.
  - Ева Мария (1867—1942), вышла замуж за англо-немецкого писателя Хьюстона Стюарта Чемберлена. Была членом нацистской партии и имела золотой партийный знак.
  - Зигфрид (1869—1930), дирижёр и композитор.

## Антисемитизм Вагнера
Электронная еврейская энциклопедия отмечала, что неотъемлемой частью мировоззрения Вагнера была юдофобия, а сам Вагнер характеризовался как один из предшественников антисемитизма XX века. Историк Виктор Шнирельман пишет, что Вагнер был одной из ключевых фигур, стоявших у истоков расового антисемитизма.
Антисемитские выступления Вагнера вызывали протесты и при его жизни; так, ещё в 1850 году напечатанная Вагнером под псевдонимом «Вольнодумец» публикация в «Новой музыкальной газете» его статьи «Еврейство в музыке» вызвала протесты со стороны профессоров Лейпцигской консерватории; они требовали отстранения тогдашнего редактора журнала, Франца Бренделя, от руководства журналом. В 2012 году статья Вагнера «Еврейство в музыке» (на основании решения Вельского районного суда Архангельской области от 28.03.2012) была внесена в Федеральный список экстремистских материалов (№ 1204) и, соответственно, её печать или распространение в Российской Федерации преследуется по закону.
Вагнер был категорически против того, чтобы премьерой «Парсифаля» дирижировал еврей Герман Леви, и, поскольку это был выбор короля (Леви считался одним из лучших дирижёров своего времени и, наряду с Гансом фон Бюловом, лучшим вагнеровским дирижёром), Вагнер до последнего момента требовал, чтобы Леви крестился. Леви отказался.
Существуют свидетельства, что в конце своей жизни Вагнер интересовался расистской теорией Артюра де Гобино. По крайней мере, она явно могла оказать на него влияние.

## Произведения Вагнера
| Произведения Рихарда Вагнера                                                              | Произведения Рихарда Вагнера    | Произведения Рихарда Вагнера                                                              | Произведения Рихарда Вагнера | Произведения Рихарда Вагнера | Произведения Рихарда Вагнера | Произведения Рихарда Вагнера | Произведения Рихарда Вагнера | Произведения Рихарда Вагнера |
| Произведение                                                                              | Произведение                    | Источник                                                                                  | Создание                     | Создание                     | Премьера                     | Премьера                     | Окончательная версия         | Окончательная версия         |
| ----------------------------------------------------------------------------------------- | ------------------------------- | ----------------------------------------------------------------------------------------- | ---------------------------- | ---------------------------- | ---------------------------- | ---------------------------- | ---------------------------- | ---------------------------- |
| русское название                                                                          | немецкое название               | Источник                                                                                  | место                        | год                          | место                        | год                          | место                        | год                          |
| Ранний период                                                                             |                                 |                                                                                           |                              |                              |                              |                              |                              |                              |
| Симфония                                                                                  | Sinfonie                        | —                                                                                         | Лейпциг                      | 1832                         | —                            | —                            | —                            | —                            |
| Польша (увертюра)                                                                         | Polen                           | —                                                                                         | Лейпциг                      | 1832                         | —                            | —                            | —                            | 1836                         |
| Феи                                                                                       | Die Feen                        | Карло Гоцци                                                                               | Вюрцбург                     | 1833–1834                    | —                            | 1888                         | —                            | —                            |
| Запрет любви                                                                              | Das Liebesverbot                | Вильям Шекспир, «Мера за меру»                                                            | Лейпциг                      | 1834 -1836                   | Магдебург                    | 1836                         | —                            | —                            |
| Риенци, последний из трибунов                                                             | Rienzi, der Letzte der Tribunen | Эдвард Булвер-Литтон, одноимённый роман                                                   | Рига                         | 1838–1840                    | Дрезден                      | 1842                         | —                            | —                            |
| Зрелые произведения                                                                       |                                 |                                                                                           |                              |                              |                              |                              |                              |                              |
| Фауст (увертюра)                                                                          | Faust                           | Гёте, «Фауст»                                                                             | Париж                        | 1840                         | —                            | —                            | —                            | 1855                         |
| Летучий голландец                                                                         | Der Fliegende Holländer         | народные легенды о Летучем голландце, одноимённая новелла Генриха Гейне                   | Париж                        | 1841                         | Дрезден                      | 1843                         | —                            | —                            |
| Тангейзер                                                                                 | Tannhäuser                      | соединение разных легенд: о Тангейзере, о состязании певцов в Вартбурге и о Св. Елизавете | Лейпциг                      | 1843–1845                    | Берлин                       | 1845                         | —                            | —                            |
| Лоэнгрин                                                                                  | Lohengrin                       | средневековые легенды о Лоэнгрине                                                         | Лейпциг                      | 1845–1848                    | Веймар                       | 1850                         | —                            | —                            |
| Цикл «Кольцо Нибелунга» — Der Ring des Nibelungen (замысел 1848, либретто 1849-52, Цюрих) |                                 |                                                                                           |                              |                              |                              |                              |                              |                              |
| 1. Золото Рейна                                                                           | Das Rheingold                   | «Старшая Эдда», «Песнь о Нибелунгах», «Сага о Вёльсунгах»                                 | Цюрих                        | 1852–54                      | Байрёйт, Фестшпильхаус       | 13-17 августа1876            | —                            | —                            |
| 2. Валькирия                                                                              | Die Walküre                     | «Старшая Эдда», «Песнь о Нибелунгах», «Сага о Вёльсунгах»                                 | Цюрих                        | 1852–1856                    | Байрёйт, Фестшпильхаус       | 13-17 августа1876            | —                            | —                            |
| 3. Зигфрид                                                                                | Siegfried                       | «Старшая Эдда», «Песнь о Нибелунгах», «Сага о Вёльсунгах»                                 | Мюнхен                       | 1871                         | Байрёйт, Фестшпильхаус       | 13-17 августа1876            | —                            | —                            |
| 4. Гибель богов                                                                           | Götterdämmerung                 | «Старшая Эдда», «Песнь о Нибелунгах», «Сага о Вёльсунгах»                                 | Мюнхен                       | 1871–1874                    | Байрёйт, Фестшпильхаус       | 13-17 августа1876            | —                            | —                            |
| Поздние работы                                                                            |                                 |                                                                                           |                              |                              |                              |                              |                              |                              |
| Тристан и Изольда                                                                         | Tristan und Isolde              | эпическая поэма Готфрида Страсбургского о Тристане и Изольде                              | Цюрих                        | 1857–1859                    | Мюнхен                       | 1865                         | —                            | —                            |
| Нюрнбергские мейстерзингеры                                                               | Die Meistersinger von Nürnberg  | нюрнбергская хроника конца XVII века                                                      | Мюнхен                       | 1868                         | Мюнхен                       | 1868                         | —                            | —                            |
| Парсифаль                                                                                 | Parsifal                        | средневековая легенда о Парсифале, поэма Вольфрама фон Эшенбаха                           | Байрёйт                      | 1882                         | Байрёйт                      | 1882                         | —                            | —                            |

## Музыкальные фрагменты

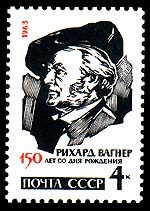
Почтовая марка СССР, 1963 год

Внимание! Музыкальные фрагменты в формате Ogg Vorbis
- Вступление к опере «Тристан и Изольда»о файле

## Память
- Памятник в берлинском Большом Тиргартене (1903)
- Памятник на мюнхенской площади Принцрегентенплац (1913)
- Памятник на лейпцигском Ринге (2013)[30]
- К 50-летию со дня смерти Вагнера немецким медальером Фридрихом-Вильгельмом Хёрнляйном была изготовлена памятная медаль[31]
- В честь Вагнера назван кратер на Меркурии
- Имя Вагнера носят улицы в городах Германии, Латвии и России.
- Изображен на почтовых марках ГДР и СССР 1963 года
- В 2013 году в его честь в России был выпущен почтовый конверт
- В 2013 году в честь 200-летия Вагнера немецкий художник-концептуалист Оттмар Хёрль установил 500 разноцветных скульптур Рихарда Вагнера в Байройте, Германия

## Образ в кино
- 1938 — «Вернемся на Елисейские поля[фр.]», в роли Вагнера — Робер Пизани[фр.] (Франция);
- 1955 — «Волшебный огонь[англ.]», режиссёр Уильям Дитерле, в роли Вагнера — Алан Бадель[англ.] (США);
- 1972 — «Людвиг», режиссёр Лукино Висконти, в роли Вагнера — Тревор Ховард (Италия, Франция, ФРГ, Монако);
- 1975 — «Листомания», режиссёр Кен Рассел, в роли Вагнера — Пол Николас (Великобритания).